# Giuseppe Adami (arbitre)
Pour les articles homonymes, voir Giuseppe Adami et Adami.
Giuseppe Adami, né le 14 juillet 1915 à Rome et mort le 7 février 2007 dans la même ville, est un arbitre italien de football des années 1950 et 1960. Il est international dès 1961 et affilié à Rome.

## Carrière
Il a officié dans une compétition majeure : 
- Coupe des villes de foires 1962-1963 (finale aller).

## Filmographie
- 1965 : Idoli controluce d'Enzo Battaglia : lui-même